# Icheb
„Icheb” este un personaj secundar din serialul TV USS Voyager din franciza Star Trek. 
Este interpretat de Manu Intiraymi.
Este un membru al speciei Brunali, asimilat de către Borg, și apoi adoptat de echipajul navei USS Voyager, după ce este abandonat de colectiv.